# مگا
مگا یکی از پیشوندهای SI در دستگاه متریک است که برابر است با ‎  ۱۰۶ که این عدد میلیون نام دارد و علامت اختصاری آن دهنتو سیستم متریک M می‌باشد. برای نمونه مگاپیکسل، مگاهرتز، مگابایت و مگاوات هرکدام به معنای یک میلیون از یکای خود هستند.